# Fides Fabbrica Automobili

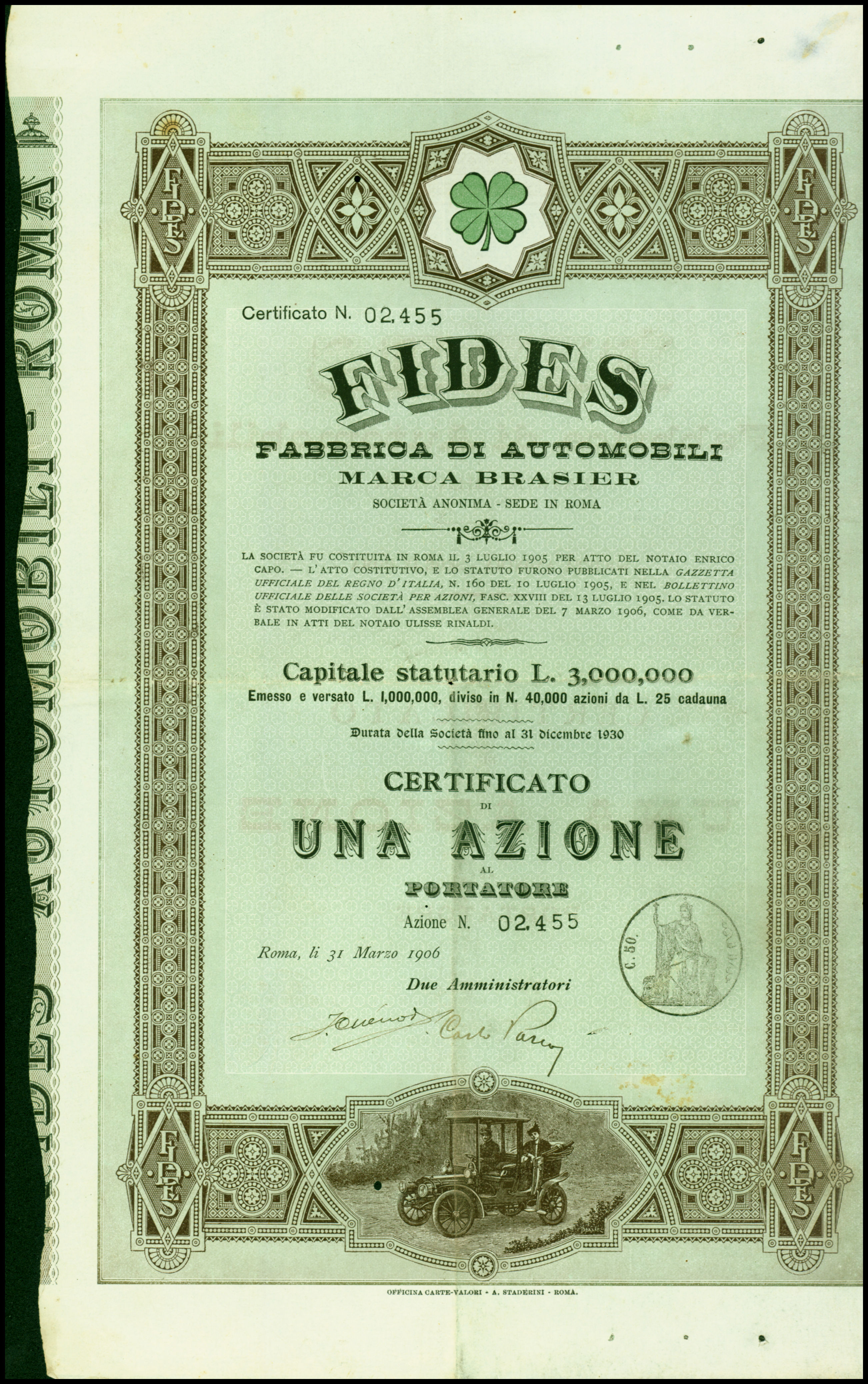
Aktie der Fides Fabrica di Automobili Marca Brasier vom 31. März 1906

Fides Fabbrica Automobili Brevetti Enrico, zuvor Fides Fabbrica Automobili Marca Brasier, war ein italienischer Hersteller von Automobilen.

## Unternehmensgeschichte
Das Unternehmen Fides Fabbrica Automobili Marca Brasier mit Hauptsitz in Rom und Fertigungsstätte an der Via Monginevro in Turin begann 1905 mit der Produktion von Automobilen. Der Markenname lautete Fides. Giovanni Enrico trat 1908 in das Unternehmen ein und benannte es in Fides Fabbrica Automobili Brevetti Enrico um. Das Aktienkapital der S.p.A. betrug zwischen 1908 und 1911 1.200.000 Lire. 1911 endete die Produktion, als das Unternehmen in Liquidation ging. Lancia übernahm die Werksanlagen.

## Fahrzeuge
Das Unternehmen fertigte bis 1909 Modelle von Brasier in Lizenz. Dann erschienen zwei Modelle, die Giovanni Enrico entworfen hatte. Diese Fahrzeuge hatten Vierzylindermotoren mit SV-Ventilsteuerung. Besonderheit war ein hydraulisch schaltbares Getriebe.